# Joodse begraafplaats (Diemen)

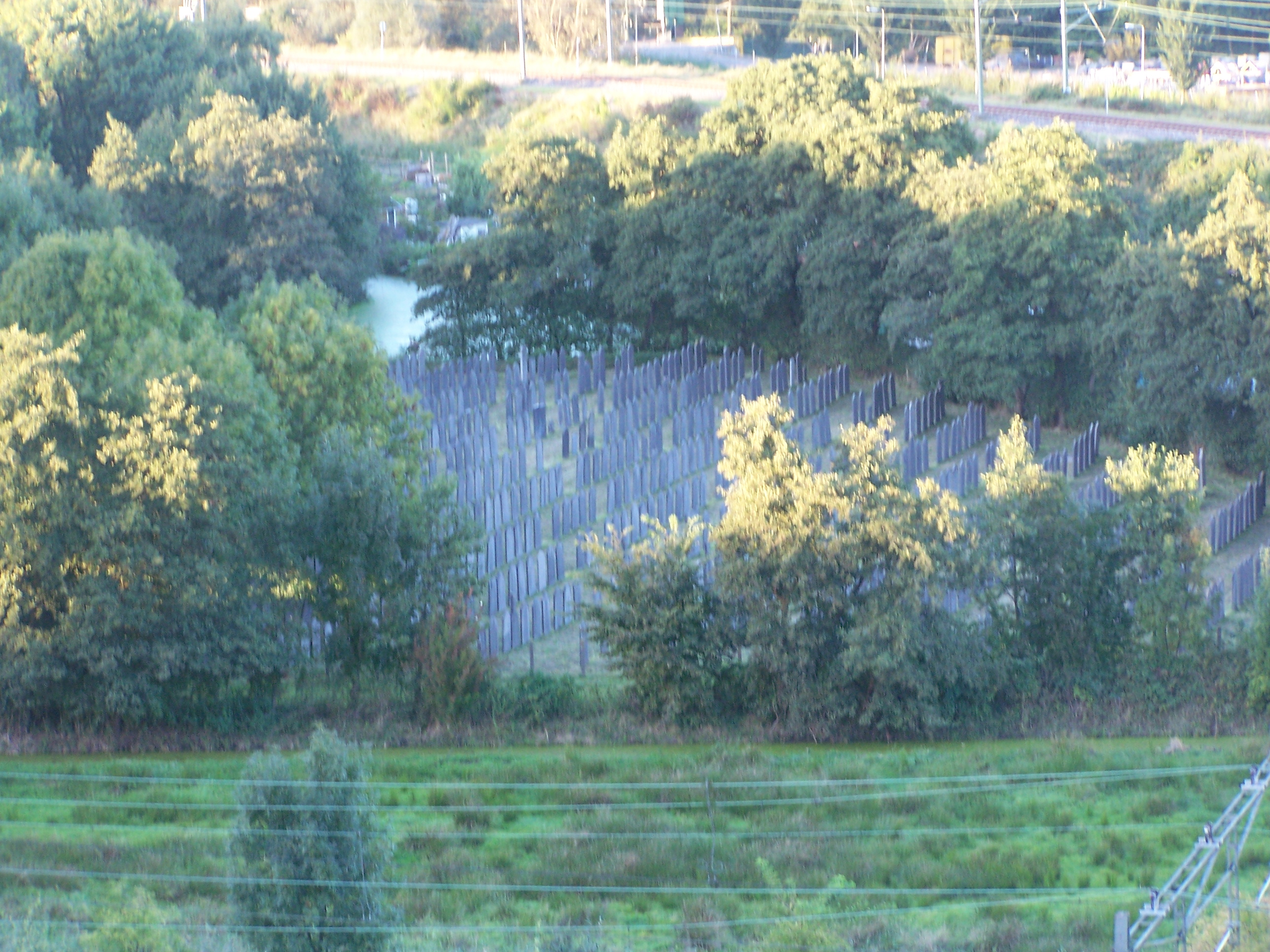

De Joodse begraafplaats in Diemen in de Nederlandse provincie Noord-Holland ligt aan de Oud Diemerlaan. De begraafplaats werd in 1914 in gebruik genomen.
De begraafplaats is eigendom van de Hoogduits-Joodse gemeente van Amsterdam en werd in 1914 gesticht toen de begraafplaats Zeeburg vol raakte. In 1925 werd het terrein gesplitst voor de aanleg van een spoorlijn.
Opvallend is de aanwezigheid van urnen op deze begraafplaats. Deze urnen zijn van mensen die tijdens de Holocaust in de Tweede Wereldoorlog in Westerbork werden gecremeerd. Cremeren is in het jodendom ongebruikelijk. Deze urnen zijn begraven op Veld U.